# ساموندار
ساموندار یا دریا (به هندی: Samundar) فیلمی هندی محصول سال ۱۹۸۶ و به کارگردانی راهول راول است. در این فیلم بازیگرانی همچون سانی دئول، پونام دیلون، انوپم کهیر، آمریش پوری و پارش راوال ایفای نقش کرده‌اند.